# Cantonul Amiens-3 (Nord-Est)
Cantonul Amiens 3e (Nord-Est) este un canton din arondismentul Amiens, departamentul Somme, regiunea Picardia, Franța.

## Comune
| Comune | Populație (1999) | Cod poștal | Cod INSEE |
| ------ | ---------------- | ---------- | --------- |
| Amiens | 135 501 (1)      | 80000      | 80021     |
| Rivery | 3 400            | 80136      | 80674     |